# جیمزتاون (نیومکزیکو)
جیمزتاون (به انگلیسی: Jamestown) یک منطقهٔ مسکونی در ایالات متحده آمریکا است که در شهرستان مک‌کینلی واقع شده‌است.